# Quechua (marca)

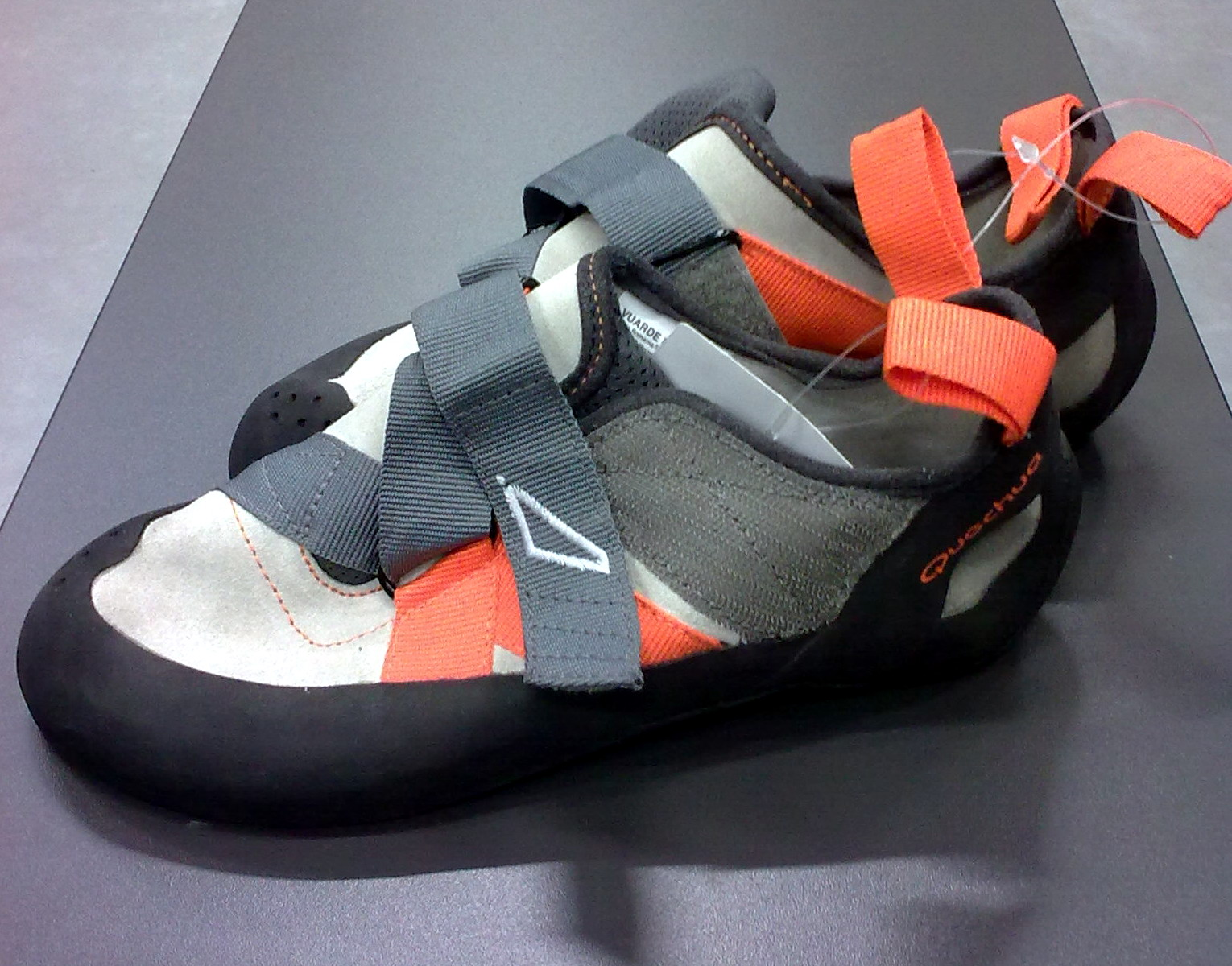
Calçados de escalda da Quechua

Quechua é uma marca francesa voltada à prática de desportos de montanha pertencente ao grupo Oxylane. Fundada em 1997, a empresa está localizada em Domancy e tem aproximadamente 150 funcionários. Quechua oferece produtos para caminhadas na trilha, corridas de aventura, escalada e alpinismo. Seu nome foi escolhido em referência aos povos nativos que habitam a região dos Andes e que falam o idioma quíchua.
É vendido nas lojas da Decathlon e outras lojas esportivas.

## História
- 1997 - instalação em Sallanches, e a saída dos primeiros produtos a menos de um ano depois;
- 1999 - o estabelecimento sede vai para Domancy, local das atuais instalações;
- 2002 - lançamento de parcerias técnicas com David Caudé, Vincent Delebarre, Dachhiri Dawa Sherpa, equipe Raid Quechua, entre outros;
- 2003 - ampliação da equipe de designers, de engenharia e prototipagem;
- 2006 - Quechua ganha dois IF Design Award [1]. A tenda montada em 2 segundos também ganha a Industrial Design Excellence Awards (IDEA) pela inovação da tenda instantânea [2];
- 2006-2007 - as tendas para as pessoas desabrigadas em Les Enfants de Don Quichotte anuncia involuntáriamente tendas Quechua [3];
- 2007 - Três vitórias Quechua IF Design Awards para o revestimento Forclaz 900, 700 Arpenaz calçados femininos e 2 segundo a tenda Air [4];
- 2008 - Quechua ganha 3 IF Design Awards pela All in One Sleeping Bag, le SSV Forclaz e a roupa Bionassay 500[5].

## As parcerias técnicas
Quechua é parceiro dos Guias de Caminhadas em Montanhas na França, da Equipe Nacional da Juventude  de alpinistas e do Instituto de Capacitação e pesquisa em medicina de montanha. Ela também trabalha com os profisionais especializados, "trail" (Hélène Rochas, Grégory Vollet, Vincent Delebarre, Dawa Daichiri Sherpa), escalada (David Caude) e corridas de aventura (équipe Quechua).